# Selz

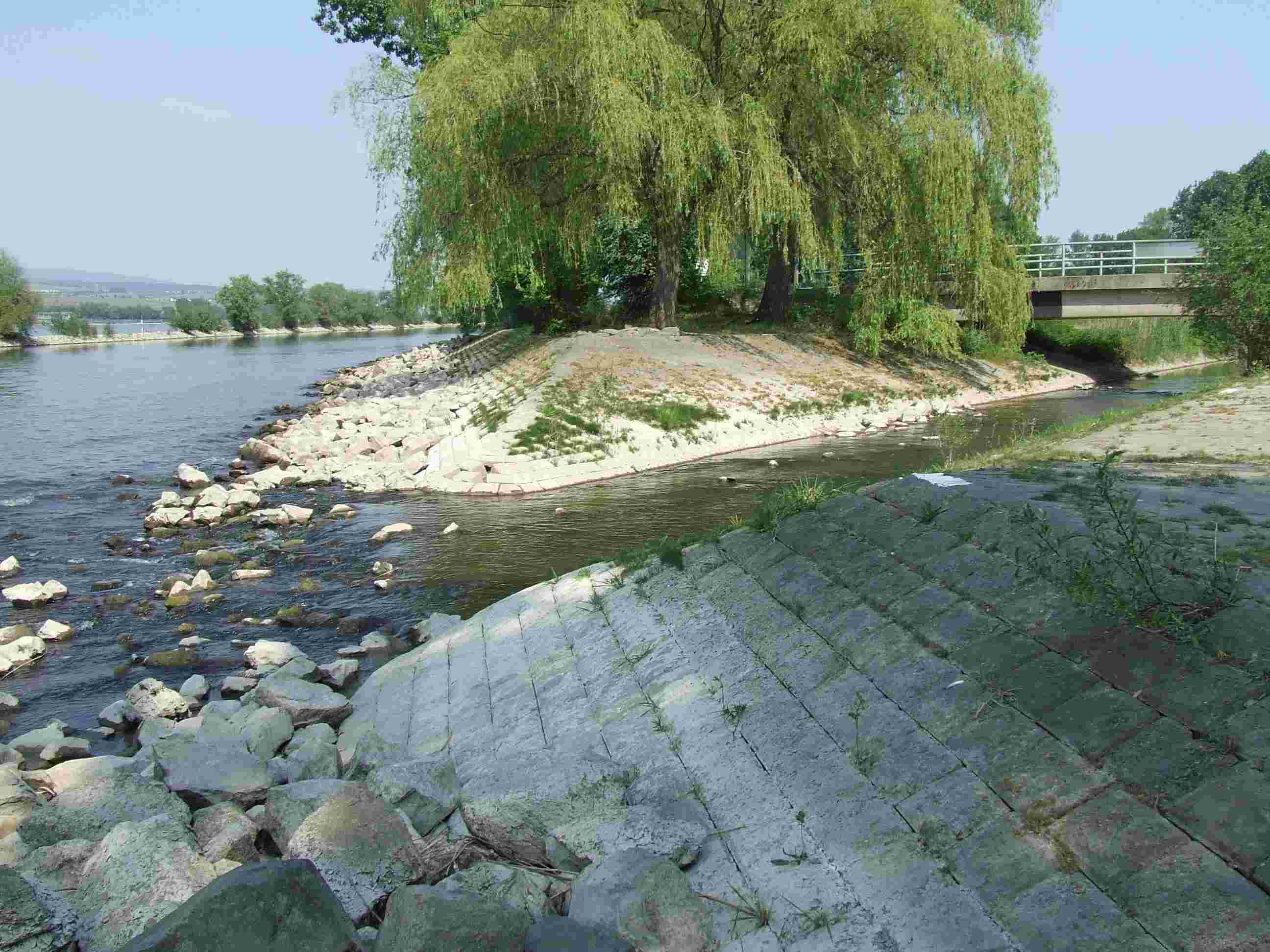
Selz

Selz este un afluent al râului Rin situat în Renania-Palatinat, Germania. Izvorul lui se află lângă Orbis (Kirchheimbolanden) la altitudinea de 327 m. Cursul lui are o lungime de 63 km, cu o diferență de altitudine de 	247 m. Selz se varsă în Rin la Ingelheim am Rhein.

Afluenți
Weidas, Brünnelche, Heimersheimer Bach, Goldbach, Mühlbach
Localități traversate
Ingelheim, Alzey, Nieder-Olm
Bazin de colectare
389,059 km²